# Guido Vols
Guido Vols (* 4. September 1995 in Den Haag) ist ein niederländischer Eishockeyspieler, der seit 2012 erneut bei Hijs Hokij Den Haag unter Vertrag steht. Seit 2024 spielt er mit der dritten Mannschaft des Klubs in der Tweede Divisie.

## Karriere

### Clubs
Guido Vols begann seine Karriere als Eishockeyspieler in seiner Geburtsstadt bei Hijs Hokij Den Haag, für die er bereits als 15-Jähriger in der Eerste divisie, der zweithöchsten niederländischen Spielklasse, spielte. 2011 wechselte er zu den Amstel Tijgers Amsterdam, für die er ebenfalls in der Eerste divisie spielte. Einmal kam er in der Spielzeit 2011/12 auch bei deren Lokalrivalen, den Amsterdam Capitals, in der Ehrendivision zum Einsatz. Nach einer Spielzeit kehrte er nach Den Haag zurück, wo er seither wieder für seinen Stammverein spielt. Von 2015 bis 2019 spielte er mit dem Klub in der neugegründeten belgisch-niederländischen BeNe League. Nach zwischenzeitlicher Unterbrechung seiner Karriere spielt er seit 2024 in der dritten Mannschaft des Klubs in der Tweede Divisie.

### International
Bei der Weltmeisterschaft der Division II 2016 debütierte Vols für die niederländische Nationalmannschaft und stieg mit ihr in die Division I auf.

## Erfolge und Auszeichnungen
- 2016 Aufstieg in die Division I, Gruppe B, bei der Weltmeisterschaft der Division II, Gruppe A

## Statistik
(Stand: Ende der Spielzeit 2018/19)